# Романовские дачи (платформа)
Рома́новские да́чи — остановочный пункт Курского направления Московской железной дороги в Тульской области, в 117 километрах от Москвы и 77 километрах к северу от Тулы, в 7 км от ближайшей станции Тарусская.
Имеется прямое беспересадочное сообщение с Москвой, Серпуховом и Тулой. Для посадки и высадки пассажиров используются две боковые платформы, соединённые между собой настилом. На платформе «На Москву» расположены навес и касса (на данный момент закрыта). Турникетов на станции нет.
Время движения от Курского вокзала — около 2 часов 20 минут, от Московского вокзала в Туле — примерно 1 час 20 минут.
Остановочный пункт относится к 13 тарифной зоне.

## История
Остановочный пункт открыт 17 января 1917 года на действующем участке Курского направления МЖД. До появления в конце XX века многочисленных СНТ обслуживал ближайшие населённые пункты: Тетерево, Карпищево, Яковлево, Пашково. До 20 ноября 2011 года имел название «Платформа 118 км» (по расстоянию от Курского вокзала). Переименован по инициативе жителей коттеджного посёлка «Романовские дачи», давшего платформе современное название.

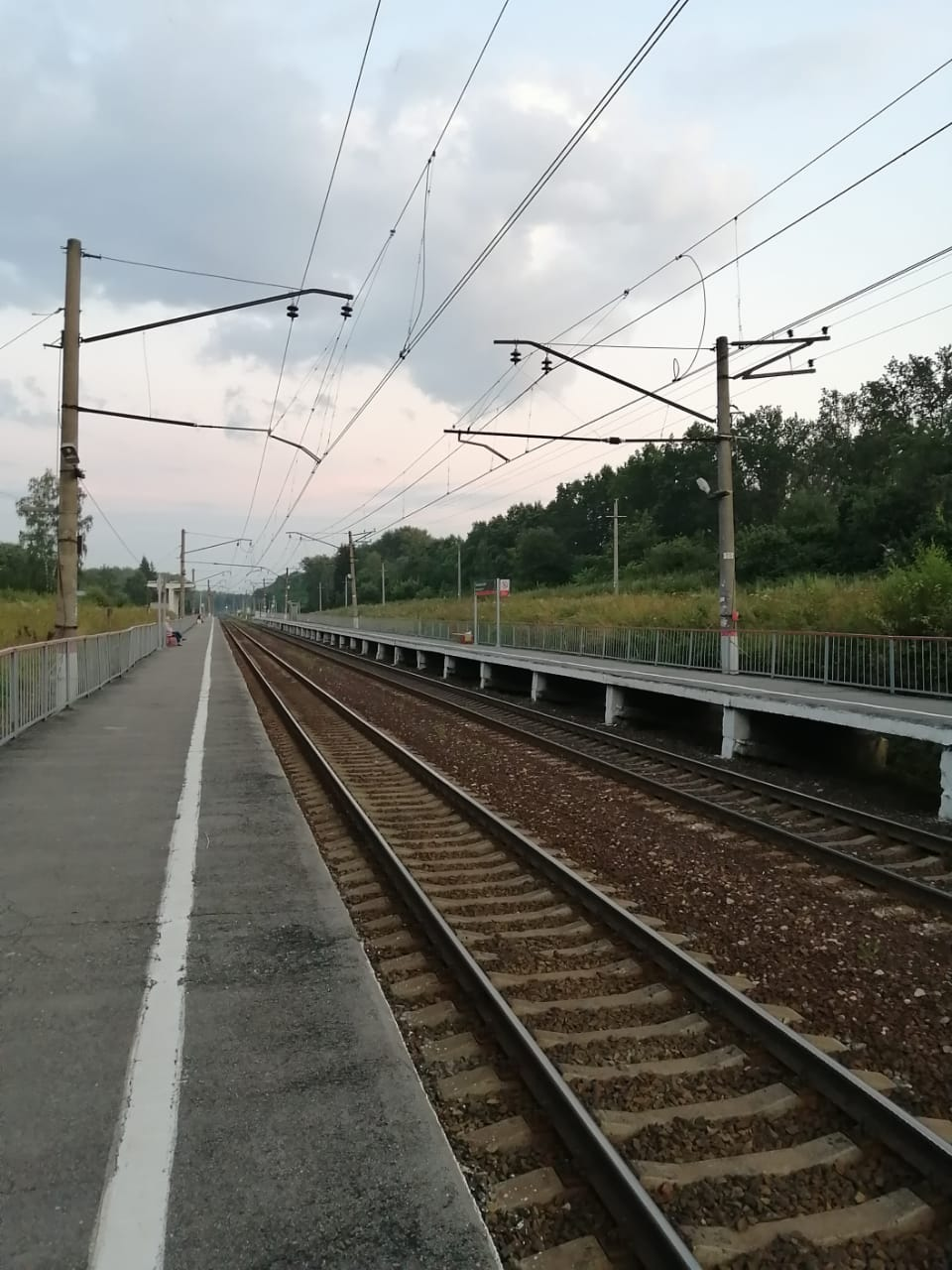
Платформа Романовские дачи, 6 августа 2020.

## География
На западе от платформы расположены СНТ «Заокское», «Сплав», «Природа», «Ока», деревня Карпищево, село Яковлево. На востоке - деревни Тетерево, Шевернево, Волковичи, СНТ Генэнерго. Близ остановочного пункта протекает река Сосна.

## Деятельность

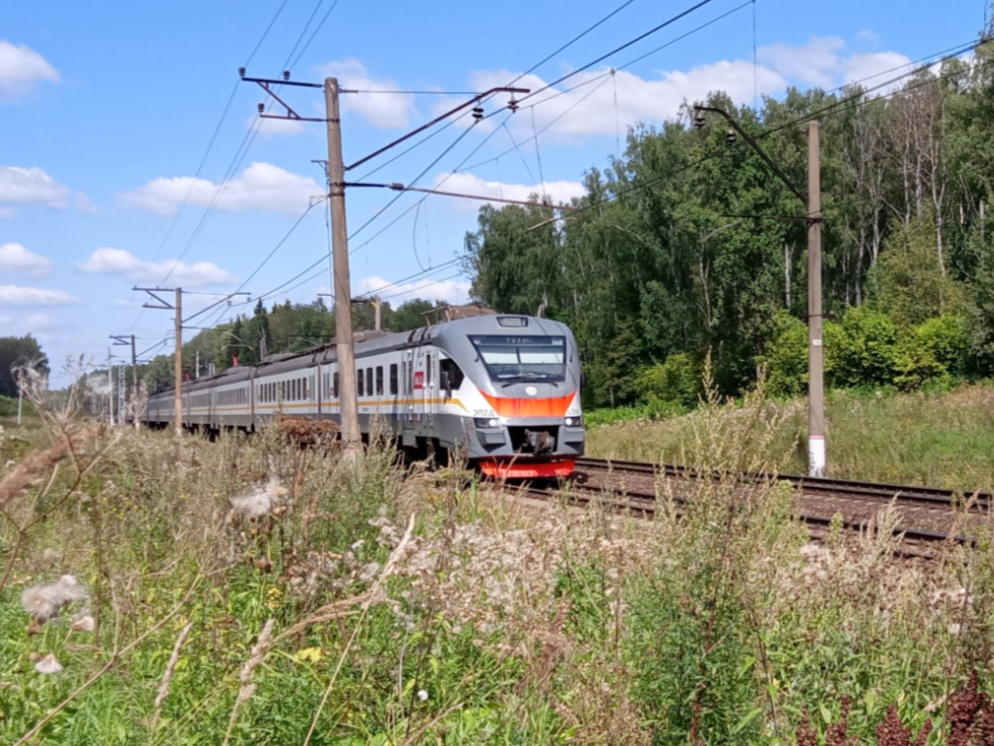
Электропоезд ЭП2Д подъезжает к платформе "Романовские дачи", 22 августа 2020.

Через остановочный пункт проходят электропоезда до Тулы, Москвы, Серпухова. Электропоезда повышенной комфортности Москва — Тула, Москва — Орёл и Москва — Курск на платформе не останавливаются.